# Kyphosus hawaiiensis
Kyphosus hawaiiensis är en fiskart som beskrevs av Sakai och Tetsuji Nakabo 2004. Kyphosus hawaiiensis ingår i släktet Kyphosus och familjen Kyphosidae. Inga underarter finns listade i Catalogue of Life.